# Chézy, Allier
Chézy är en kommun i departementet Allier i regionen Auvergne-Rhône-Alpes i de centrala delarna av Frankrike. Kommunen ligger  i kantonen Chevagnes som ligger i arrondissementet Moulins. År 2022 hade Chézy 214 invånare.

## Befolkningsutveckling
Antalet invånare i kommunen Chézy
Referens: INSEE